# Hanekinds kontrakt
Hanekinds kontrakt var ett kontrakt i Linköpings stift inom Svenska kyrkan. Kontraktet uppgick 1702 i Hanekinds och Åkerbo kontrakt (Domprosteriets kontrakt). 

## Administrativ historik
Hanekinds kontrakt omfattade
- Kaga församling
- Kärna församling
- Landeryds församling
- Skeda församling
- Slaka församling
- Vists församling
- Sankt Lars församling